# Mount Hemmingsen
Mount Hemmingsen ist ein Berg nahe der Lassiter-Küste im Palmerland auf der Antarktischen Halbinsel. Am nordöstlichen Ende der Werner Mountains ragt er 8 km südwestlich des Court-Nunatak an der Südseite des Meinardus-Gletschers auf.
Der United States Geological Survey kartierte ihn anhand eigener Vermessungen und Luftaufnahmen der United States Navy aus den Jahren von 1961 bis 1967. Das Advisory Committee on Antarctic Names benannte ihn 1968 nach Edvard Alfred Hemmingsen (* 1932), Biologe auf der McMurdo-Station von 1966 bis 1967 und auf der Palmer-Station von 1967 bis 1968.